# Hallucinogen
Simon Posford (* 28. října 1971, Chobham, Anglie), známější pod svým uměleckým jménem Hallucinogen, je anglický hudebník působící v oblasti elektronické hudby, který se specializuje na psychedelickou hudbu.

## Informace
Jeho první studiové album, Twisted, vydané roku 1995, je považováno za jedno z nejvlivnějších alb v žánru a první track SD je stále oblíbený. Jeho druhé album, The Lone Deranger, bylo vydáno v roce 1997. Třetí album, In Dub, bylo vydáno roku 2002.
Posford založil značku Twisted Records a je členem dua Younger Brother a také dua Shpongle. Duo Younger Brother bylo zpočátku Postfordovým vedlejším projektem s Benji Vaughanem a představovalo přechod od předchozích projektů, které kladly důraz na více syntetický styl. Ačkoli jeho hudba bývá popisována jako "silně psychedelická", on sám se vzhledem ke složitosti obsluhy počítačů během představení chová vždy střízlivě.

## Alba
- Twisted (1995)
- The Lone Deranger (1997)
- In Dub (2002)
- In Dub – Live (2009)

## Singly
- Alpha Centauri/LSD (1994)
- LSD (Live Mix) (1995)
- Angelic Particles/Soothsayer (1995)
- Fluoro Neuro Sponge/Astral Pancakes (1995)
- LSD (1996)
- Deranger (1996)
- Space Pussy (1996)
- Mi-Loony-Um! (2000)
- LSD (Remixes) (2003)